# Xiphidiopsis redtenbacheri
Xiphidiopsis redtenbacheri är en insektsart som beskrevs av Heinrich Hugo Karny 1924. Xiphidiopsis redtenbacheri ingår i släktet Xiphidiopsis och familjen vårtbitare. Inga underarter finns listade i Catalogue of Life.